# Chicka Dixon
Charles „Chicka“ Dixon genannt, (* 1928; † 20. März 2010 in Sydney) war ein australischer politischer Aktivist der Aborigines.

## Leben
Über sein Leben ist wenig bekannt. Bereits in jungen Jahren nahm er 1946 an einer politischen Veranstaltung teil. In den 1950er Jahren lebte er in Redfern, einem Stadtteil von Sydney. In den 1970er Jahren arbeitete im Hafen von Sydney, wo es sich eine Lungenkrankheit, die Asbestose, zuzog. Über sein politisches Leben gibt es eine 27 Minuten dauernde DVD.
In den 1960er Jahren war er Sprecher Federal Council for the Advancement of Aborigines and Torres Strait Islanders. Er unterstützte das Referendum für die Rechte der Aborigines im Jahre 1967 und den Aufbau der Zelt-Botschaft vor dem Old Parliament House in der australischen Hauptstadt Canberra im Jahre 1972. 1983 wurde Dixon zum Aborigine des Jahres gewählt. In 2006 erhielt er den Ehrendoktortitel für sein gesellschaftliches Engagement von der University of New South Wales.
Im November 2007 wurde bekannt, dass der Australian Security Intelligence Organization (Geheimdienst) ihn überwachte und mehr als 150 Seiten Informationen über ihn angelegt hatte.